# Клопчич, Миле
Миле Клопчич (словен. Mile Klopčič; 16 ноября 1905, Л’Опиталь, Лотарингия — 19 марта 1984, Любляна) — словенский и югославский поэт и переводчик, популяризатор русской литературы. Филолог. Один из ведущих представителей соцреализма в литературе Словении 1930-х −1940-х годов.

## Биография
Родился в семье рабочего. В начале Первой мировой войны семья переехала в Словению. Окончил гимназию в Любляне. В 1920 году в 15-летнем возрасте вступил в Коммунистическую партию Югославии. За революционную деятельность преследовался властями. Во время правления короля Александра I Карагеоргиевича, как политический оппонент режима, был заключён в тюрьму.
Во время Второй мировой войны служил в одном из партизанских отрядов Народно-освободительной армии Югославии, был председателем комиссии по культуре в Словенском комитете национального освобождения.

## Творчество
После окончания войны занимался литературным творчеством, главным образом, как переводчик. Среди прочего, перевёл на словенский язык стихи Г. Гейне, Пушкина, Лермонтова, И. Крылова, Блока и К. Чуковского.  Брюсовед, специалист по творчеству В. Я. Брюсова.
М. Клопчич наиболее известен своей поэзией, созданной до Второй мировой войны, основная тема которых — описание повседневной жизни промышленных рабочих и рабочей молодёжи.
Автор лирических сборников «Пламенеющие оковы» (1924), «Простые песни» (1934).

## Награды
- Орден «Знак Почёта» (16.12.1967)
- Премия имени Франце Прешерна